# Milton Leal
Milton Leal (Cobán, Alta Verapaz, Guatemala, 15 de noviembre de 1982) actualmente es asistente técnico en el club Xelajú MC de la Liga Nacional de Guatemala , fue un futbolista guatemalteco que se desempeñó como defensa central o defensa lateral.

## Trayectoria
Ha tenido participación en equipos de la Liga Nacional de Guatemala tales como Deportivo Petapa, Cobán Imperial, Deportivo Carchá, Rosario FC y ha sido campeón de Liga Nacional de Guatemala con el Xelajú MC.
Se retiró en el 2020 con Deportivo Guastatoya, siendo el Torneo Clausura 2020 su última participación como jugador profesional.

## Clubes
| Club                 | País      | Año         |
| -------------------- | --------- | ----------- |
| Deportivo Petapa     | Guatemala | 2007 - 2009 |
| Xelajú MC            | Guatemala | 2009 - 2015 |
| Cobán Imperial       | Guatemala | 2015 - 2016 |
| Deportivo Carchá     | Guatemala | 2016 - 2017 |
| Rosario F. C.        | Guatemala | 2017 - 2018 |
| Xelajú MC            | Guatemala | 2018 - 2019 |
| Deportivo Guastatoya | Guatemala | 2020        |